# Suzanne Valadon

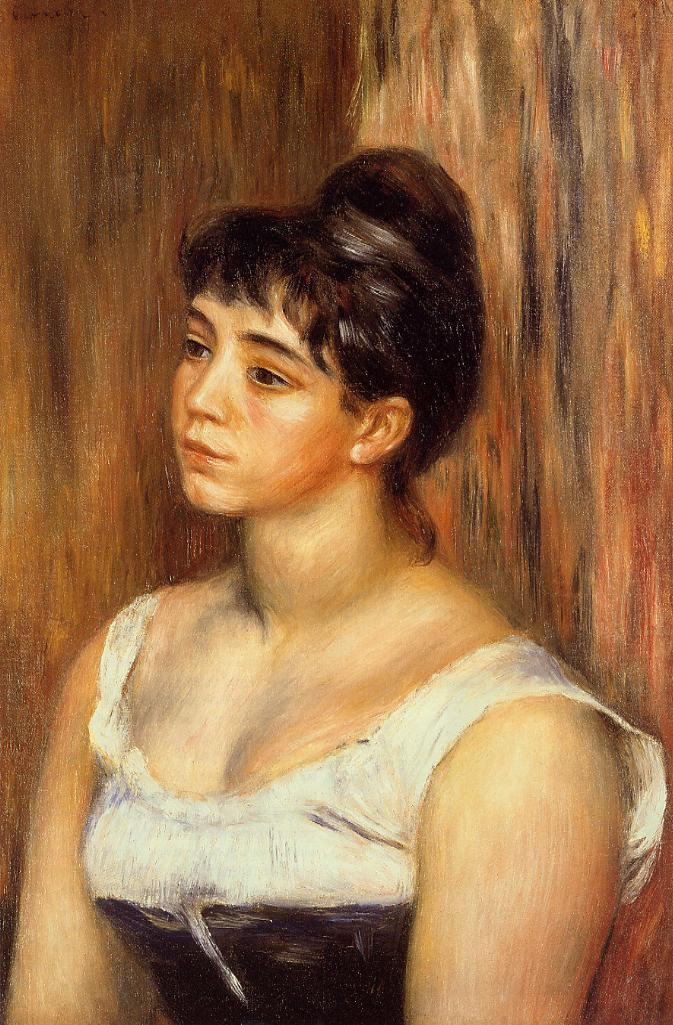
„Portretul Suzannei Valadon” de Pierre-Auguste Renoir (1885)

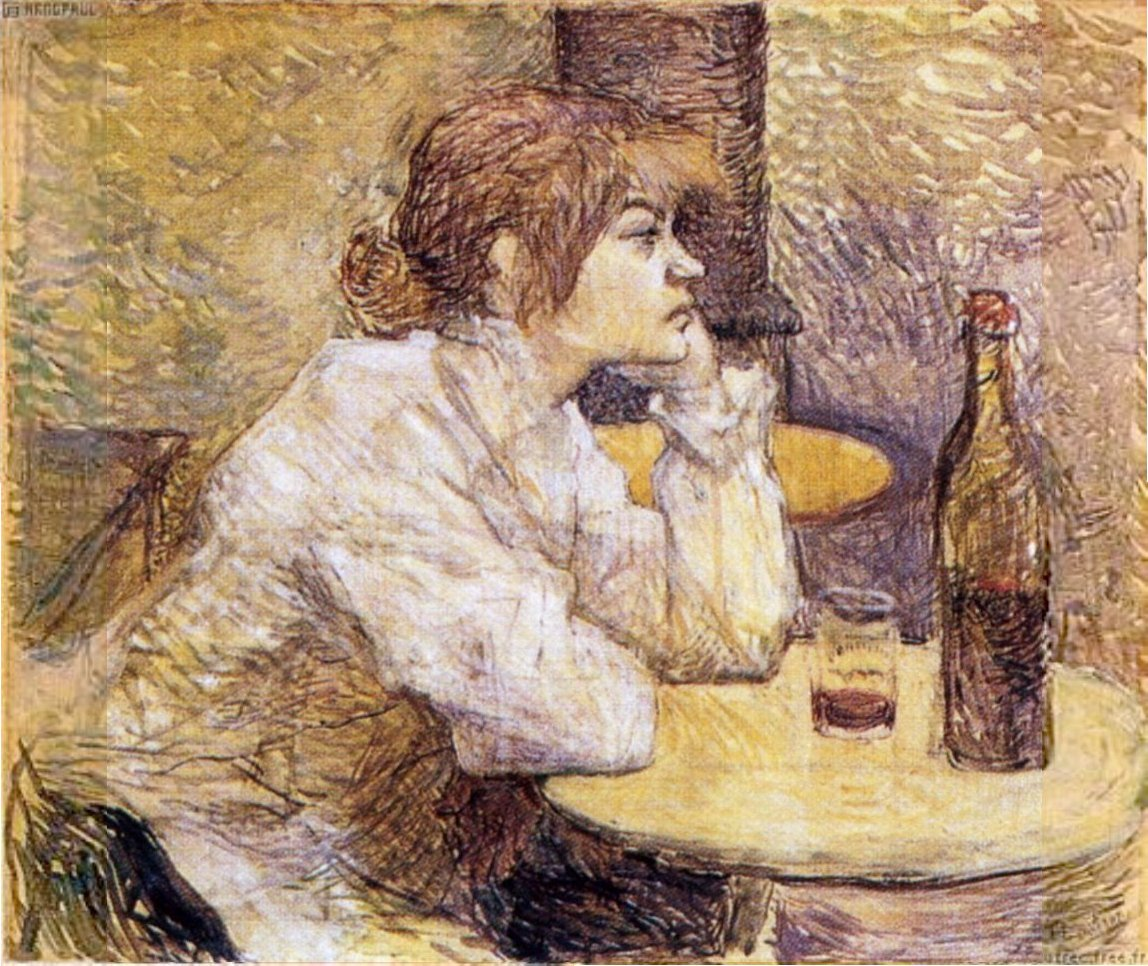
„La buveuse” (Suzanne Valadon) de Henri de Toulouse-Lautrec (1888)

Suzanne Valadon (n. 23 septembrie 1865, Bessines, Limousin, Franța – d. 7 aprilie 1938, Paris, Île-de-France, Franța), născută Marie-Clémentine Valade, este o pictoriță franceză, prima femeie admisă în Société Nationale des Beaux-Arts din Franța. De asemenea este mama pictorului Maurice Utrillo.

## Biografie
Fiică a unei spălătorese necăsătorită, Suzanne, la cincisprezece ani, devine acrobată de circ, dar un accident petrecut un an mai târziu îi curmă aceasta carieră. S-a stabilit împreună cu mama sa și, mai târziu cu fiul său Maurice Utrillo, în cartierul Montmartre din Paris unde are posibilitatea să se inițieze în artă.
Frumusețea sa atrage privirile multor pictori, devenind modelul acestora, ocazie cu care le observă și învață tehnica. A pozat pentru artiști ca Pierre-Auguste Renoir, Henri de Toulouse-Lautrec, Edgar Degas, Puvis de Chavannes, pentru unii dintre ei fiind mai mult decât model. Edgar Degas este cel care i-a observat talentul și a încurajat-o în eforturile sale de a învăța tehnica picturii. Are succes, ceea ce a scutit-o oarecum de grijile financiare prilejuite și de creșterea fiului său, Maurice Utrillo.
Era o obișnuită a localurilor rău famate din Montmartre, ceea ce l-a determinat pe Henri de Touluse-Lautrec să-i execute un portret care a devenit celebru, „La buveuse”. Portrete care sunt acum celebre i-a făcut și Pierre Auguste Renoir.
Purta deseori un buchet de morcovi, ținea o capră în atelierul său cu scopul de a-i mânca desenele proaste sau își hrănea vinerea pisicile cu caviar.
Căsătoria sa din 1896 cu un agent de schimb a luat sfârșit în 1909, Suzanne părăsindu-l pentru André Utter, un tânăr cu trei ani mai mic decât fiul său. Se căsătorește cu acesta în 1914, căsătoria durând peste treizeci de ani. Una din cele mai cunoscute dintre pânzele sale îi înfățișează pe amândoi în postura de Adam și Eva.
Suzanne Valadon a murit pe 7 aprilie 1938, înconjurată de prietenii săi pictori André Derain, Pablo Picasso și Georges Braque, și a fost înmormântată în cimitirul parizian Saint-Ouen.

## Operă
Suzanne Valadon a pictat naturi moarte, buchete și peisaje remarcabile prin forța compoziției și culorile vibrante. Este cunoscută de asemenea pentru nudurile sale. Primele sale expoziții, începând din 1890, cuprindeau în special portrete. Perfecționistă, putea să lucreze mai mulți ani la tablouri înainte de a le expune.
Operele sale sunt expuse astăzi cu preponderență la Centrul Cultural „Georges-Pompidou” și la Metropolitan Museum of Art din New York City.